# Hoàng Văn Thụ, Lạng Sơn
Hoàng Văn Thụ là một xã thuộc tỉnh Lạng Sơn, Việt Nam.

## Địa lý
Xã Hoàng Văn Thụ nằm ở phía bắc tỉnh Lạng Sơn, có vị trí địa lý:
- Phía đông giáp Trung Quốc và xã Đồng Đăng
- Phía tây giáp xã Na Sầm và xã Điềm He
- Phía nam giáp xã Điềm He và xã Khánh Khê
- Phía bắc giáp xã Thụy Hùng.

Xã Hoàng Văn Thụ có diện tích 114,5 km², dân số năm 2024 là 18.116 người,, mật độ dân số đạt 158 người/km².

## Lịch sử
Ngày 1 tháng 7 năm 2025, Ủy ban Thường vụ Quốc hội ban hành Nghị quyết số 1672/NQ-UBTVQH15 về việc sắp xếp các đơn vị hành chính cấp xã của tỉnh Lạng Sơn năm 2025. Theo đó,Sắp xếp toàn bộ diện tích tự nhiên, quy mô dân số của xã Hồng Thái và xã Hoàng Văn Thụ (huyện Văn Lãng), các xã Tân Mỹ, Nhạc Kỳ, Tân Thanh thành xã mới có tên gọi là xã Hoàng Văn Thụ.